# Polskie Stowarzyszenie Public Relations
Polskie Stowarzyszenie Public Relations (PSPR) – samorządowa organizacja zawodowa zrzeszająca specjalistów zajmujących się public relations. Została założona 19 stycznia 1994 roku z inicjatywy Almy Kadragic i Piotra Czarnowskiego. W czerwcu 2016 roku liczyła około 100 członków będących pracownikami działów PR w firmach, samorządach i administracji państwowej, będących także wykładowcami uczelni oraz pracownikami lub właścicielami agencji PR.
PSPR prowadzi działalność popularyzatorską i edukacją dotyczącą public relations – poprzez organizowanie spotkań dyskusyjnych i prezentacji, inicjowanie i współorganizację różnego typu konferencji i seminariów, działalność wydawniczą itd. PSPR udziela wsparcia wszelkim przedsięwzięciom sprzyjającym wymianie informacji i doświadczeń w dziedzinie public relations, a także kreowaniu właściwego wizerunku branży PR. Od 1996 roku PSPR należy do CERP (Confédération Européenne des Relations Publiques) – europejskiej organizacji zrzeszającej narodowe stowarzyszenia specjalistów public relations.

## Ważniejsze daty
- 26 czerwca 1996 – na II Kongresie PSPR został przyjęty Kodeks Etyki PSPR[4]
- 2003 – z inicjatywy Gerarda Abramczyka PSPR uzupełniło swój Kodeks Etyki „Polską Kartą Przejrzystości Relacji”, której źródłem była „Charter on Media Transparency” wydana przez International Public Relations Association (IPRA)[4]
- 21 czerwca 2005 – PSPR przyznał po raz pierwszy nagrody „Łeb PR”; po trzech kolejnych edycjach projekt został zawieszony[4]
- od 2011 roku wręczana jest nagroda „Lwy PR”[5][4]
- 2020 – po kilkuletniej przerwie PSPR powróciło do przyznawania nagrody „Łby PR”[6]
- 21 lutego 2006 – PSPR, ZFPR oraz Fundacja Internet PR nawiązały porozumienie dotyczące powołania Rady Etyki Public Relations[4]
- 2016[7] – Związek Firm Public Relations oraz Polskie Stowarzyszenie Public Relations przeprowadziły reformę Rady Etyki PR[8][4]
- 29 czerwca 2020 – Polskie Stowarzyszenie Public Relations opuściło Radę Etyki PR[9]. Walne Zebranie Członków PSPR anulowało mandaty swoich przedstawicieli w Radzie Etyki Public Relations jako powód wskazując „brak postępów w negocjacjach z ZFPR”[10]
- 2022 – PSPR postanowiło połączyć przyznawane dotychczas przez tę organizację dwie nagrody branżowe i od tego roku wręcza jedną pod nazwą: „Lwy PR”[11]